# Necroscia westwoodi
Necroscia westwoodi är en insektsart som beskrevs av Kirby 1904. Necroscia westwoodi ingår i släktet Necroscia och familjen Diapheromeridae. Inga underarter finns listade i Catalogue of Life.